# Svartröd kremla
Svartröd kremla (Russula atrorubens) är en svampart som beskrevs av Quél. 1898. Svartröd kremla ingår i släktet kremlor och familjen kremlor och riskor.  Arten är reproducerande i Sverige. Inga underarter finns listade i Catalogue of Life.

## Källor

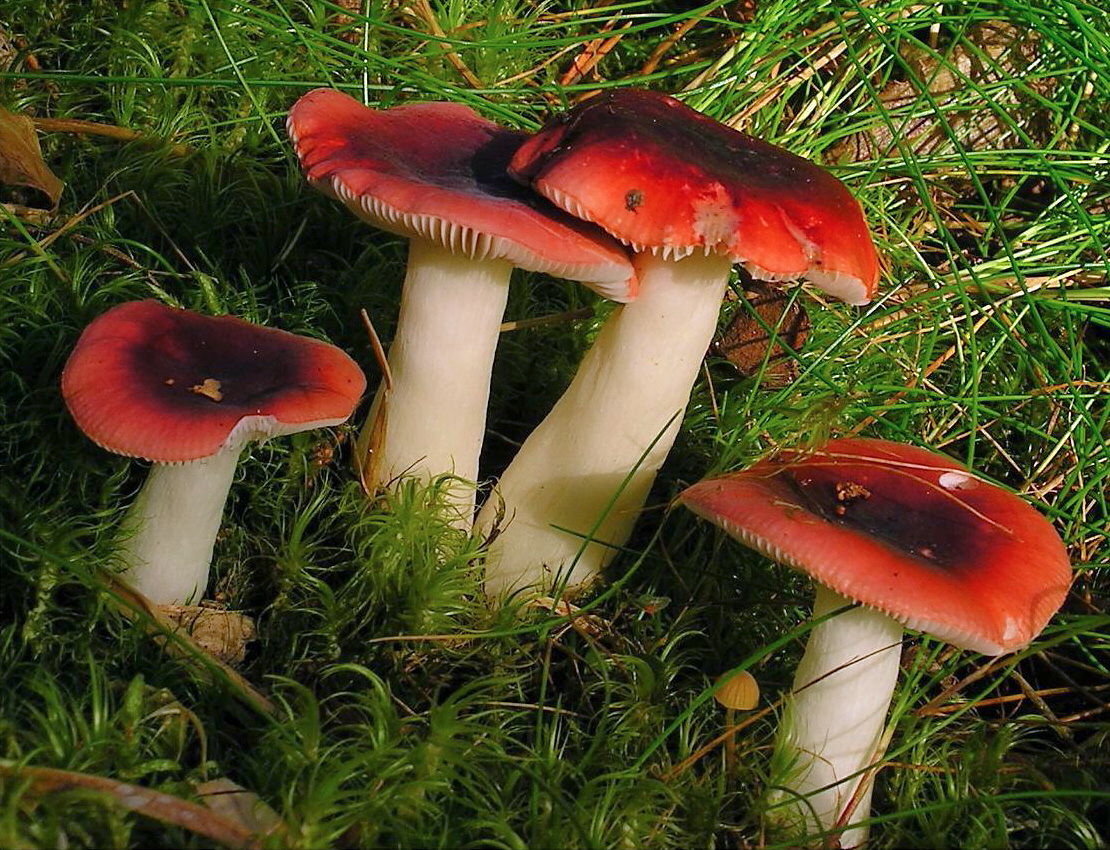
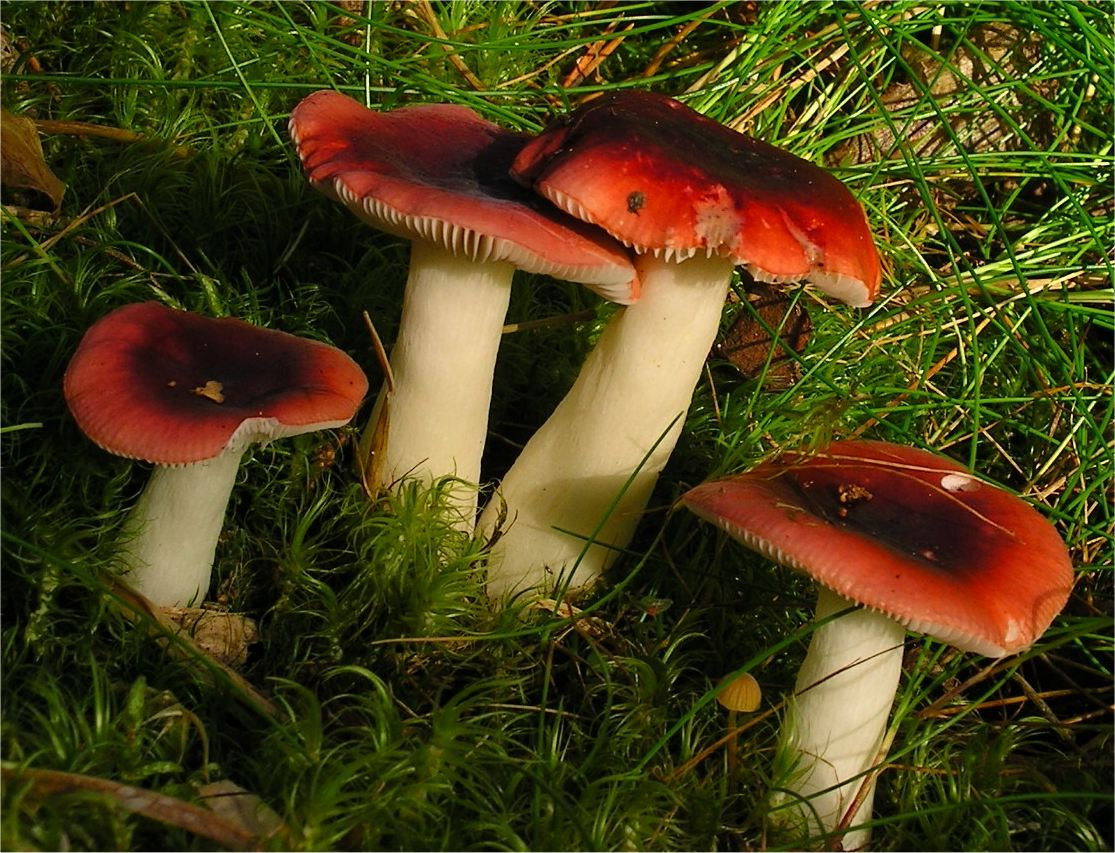
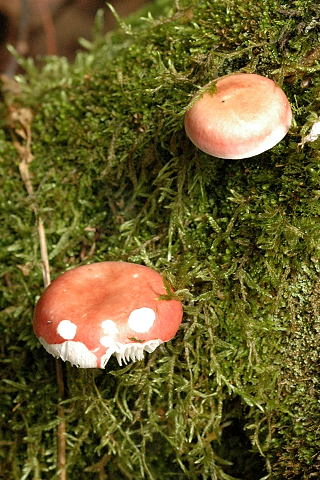
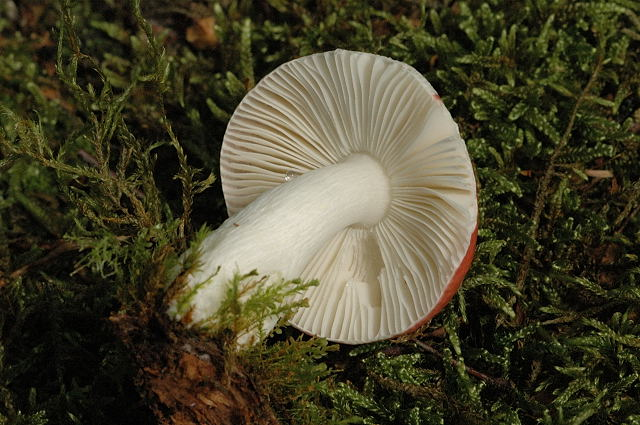